# حي الخبر الشمالية
يعتبر حي الخبر الشمالية من أهم المناطق التجارية في الخبر حيث يعد القلب النابض لمدينة الخبر ومن أهم معالم هذا الحي شارع الملك خالد الذي يعتبر من معالم مدينة الخبر حيث تتناثر المحلات التجارية على جنبات هذا الشارع وكذلك شارع الأمير بندر أو سوق السويكت وهو أيضاً يعتبر من أهم الأسواق في مدينة الخبر ولا يكاد هناك زائر لها إلا ويرتادها سواء من المدن المجاورة لها أو من دول الخليج المجاورة

## حي التجارة والفخامة
يعتبر حي الخبر الشمالية منبع التجارة بالخبر
أسس الهولة النشاط التجاري الحديث في مدينة الخبر وبالتحديد في شارع الملك خالد الذي تشرف عليه منازلهم
وازدهرت التجارة هناك حيث أصبحت معظم البضائع من العالم الخارجي تكون متوافرة في هذا الشارع ولهذا كان هذا الحي محط انظار جميع سكان مدينة الخبر والمدن الشرقاوية المجاورة وكانت فترة السبعينات والثمانينات العصر الذهبي لحي الخبر الشمالية وبالإضافة إلى التجارة فكانت تنتشر المقاهي الفخمة في هذا الحي حيث يجتمع أبناء الخبر فيها
وقد كان أغلب سكان حي الخبر الشمالية من الهولة حيث يعد الحي مركز تجمعهم الرئيسي بالمدينة.

## الحاضر
ما زالت الخبر الشمالية تحتفظ بجزء من بريقها السابق تجاريا ولكن اجتماعيا تغيرت حيث هجر سكانها الاصليين الحي متجهين إلى اطراف الخبر في الأحياء الجديدة ولكن بقيت القليل من الأسر في الحي اما أغلبية السكان فهم من الأجانب.